# طافية النجاة

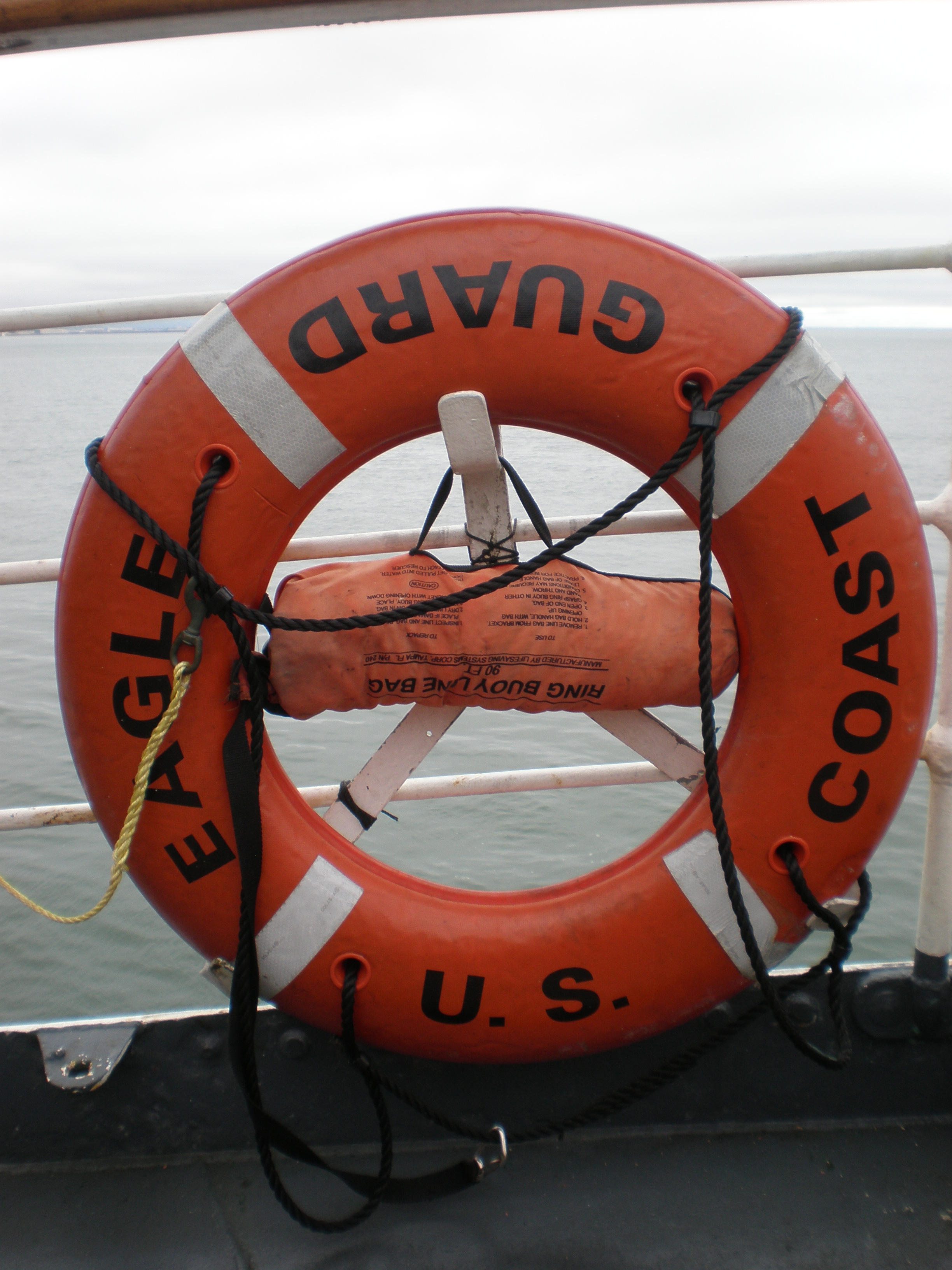
طافية النجاة.

طافية النجاة أو طوق النجاة هي طافية منقذة للحياة مصممة ليتم رميها للإنسان في الماء لتوفير الطفو ومنع الغرق. وهي بشكل عجلة غالبًا ما تصنع من الفلين أو المطاط ،تتخذ في السفن لكي يستعين ركابها على النجاة، بعض الأنواع الحديثة منها يتم تزويدها بأضواء تعمل عند التلامس مع ماء البحر أو أضواء للإنقاذ في الليل. وتستعمل أيضا لتعلم السباحة.

## معرض صور

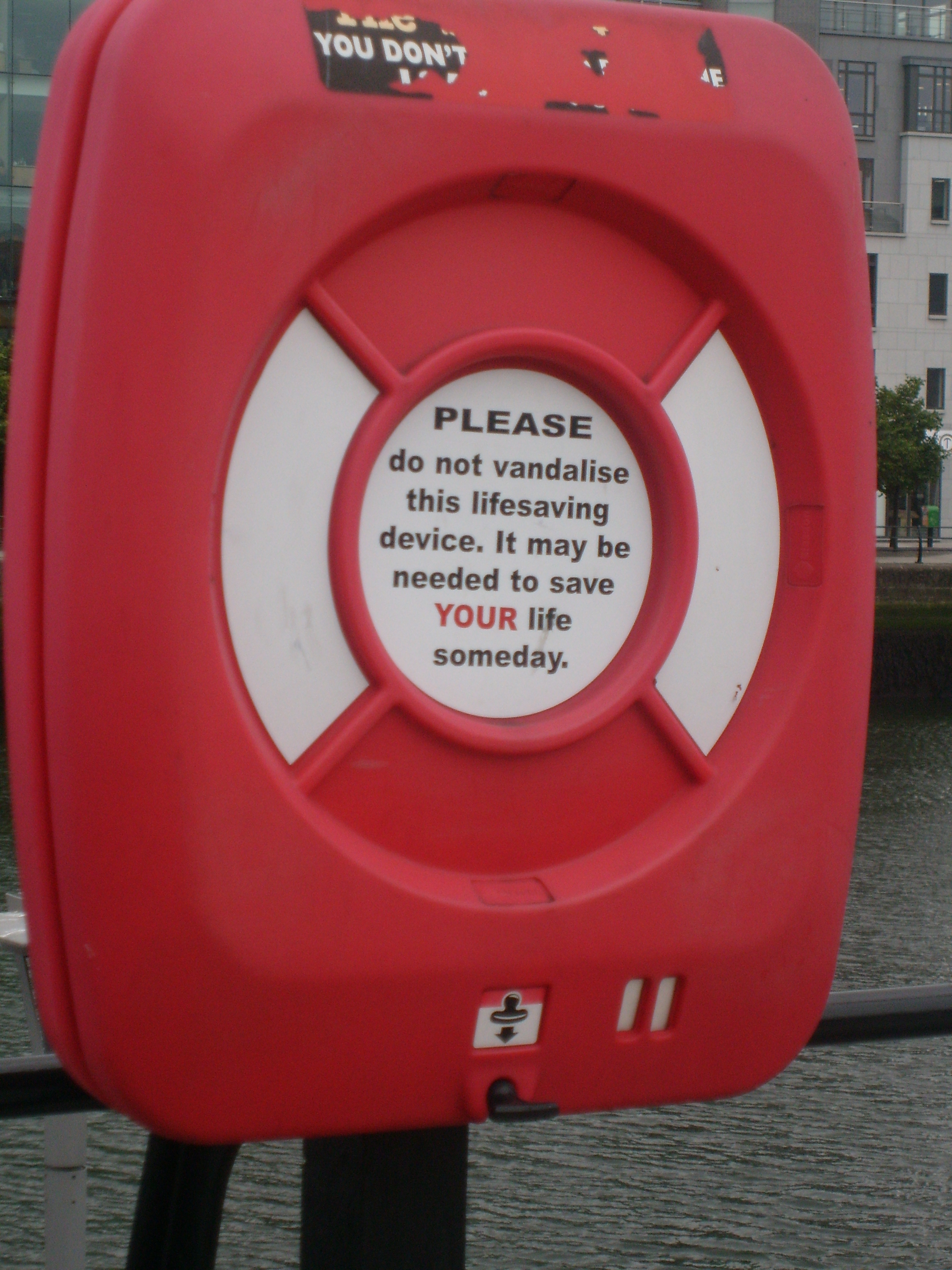
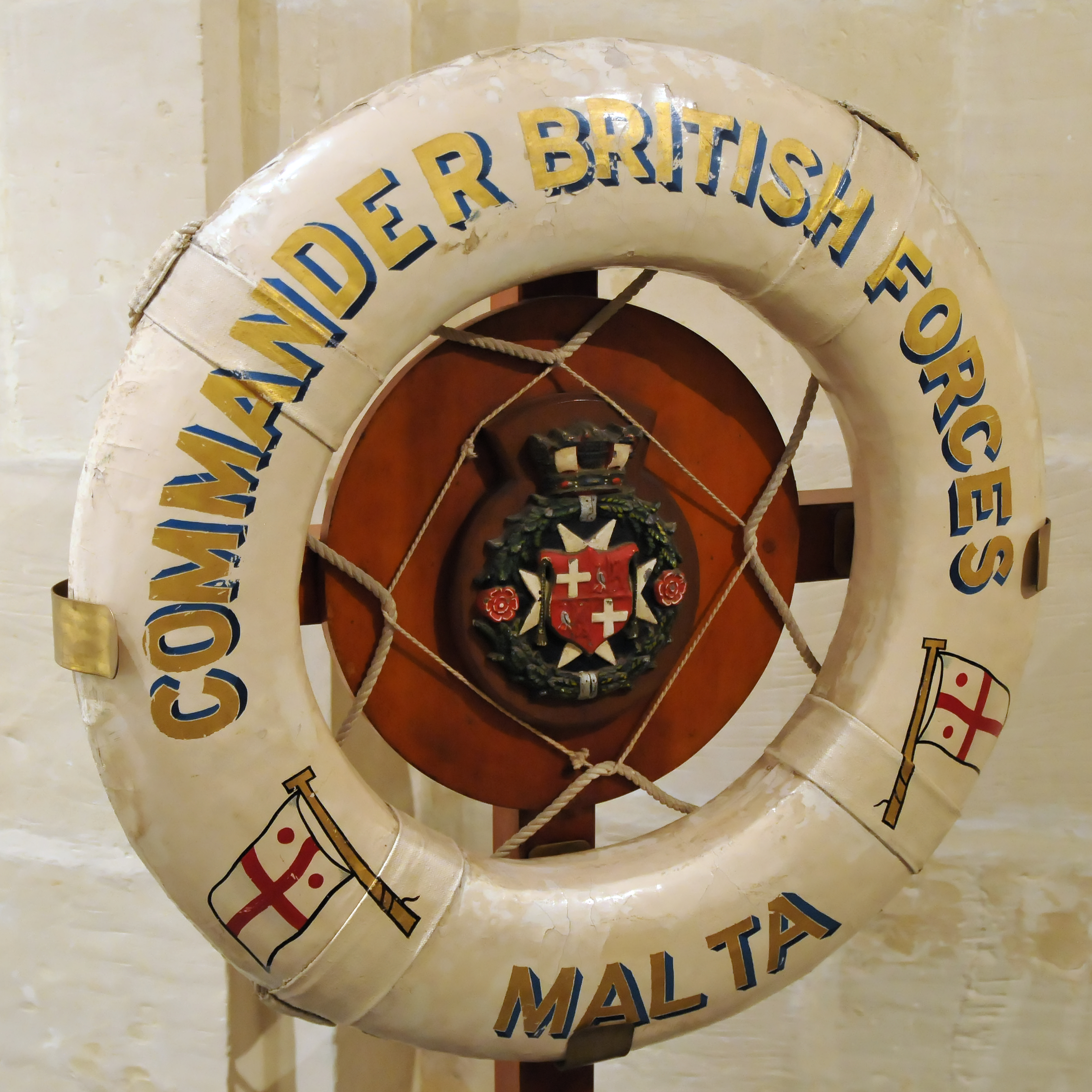
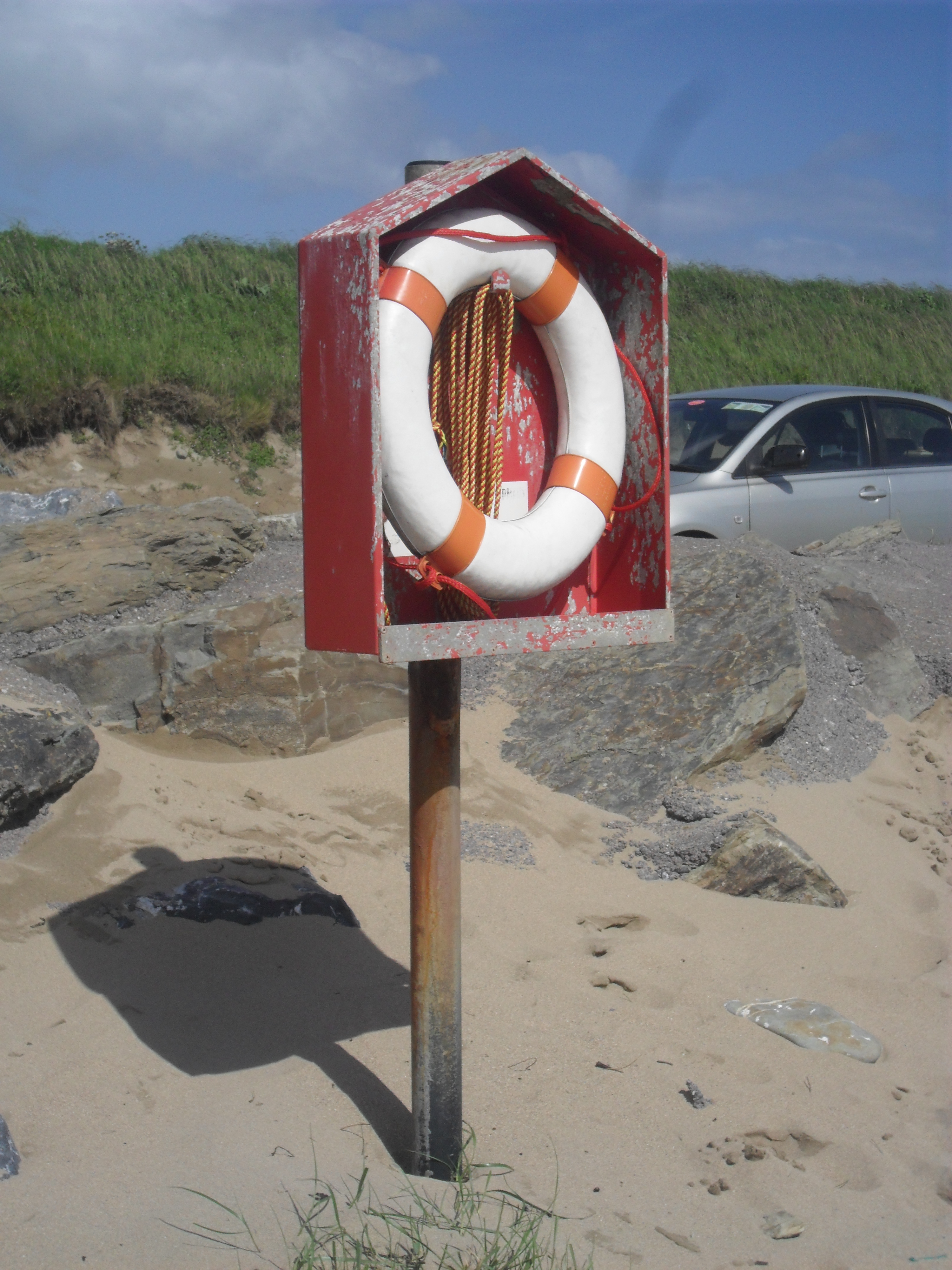
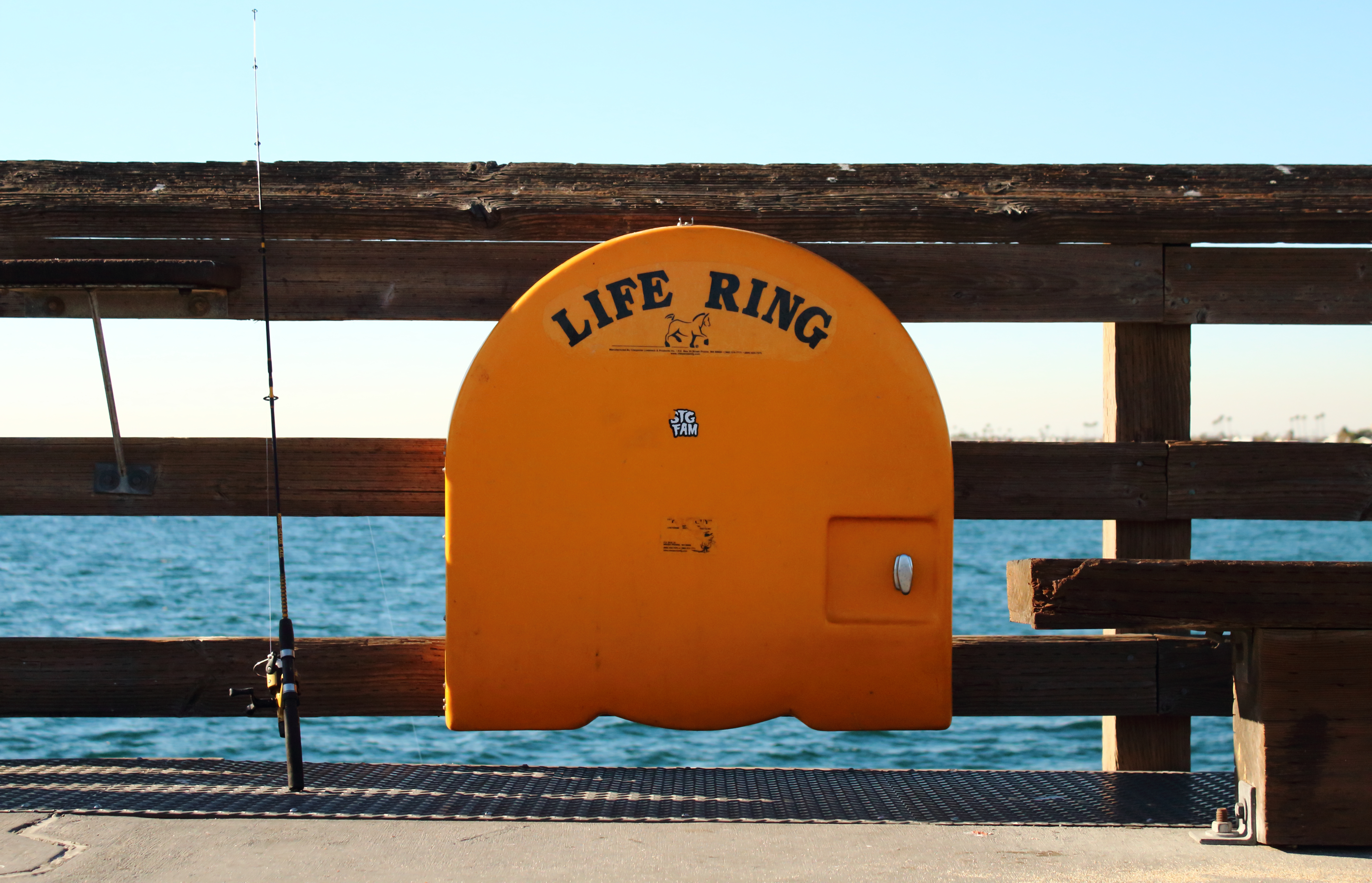
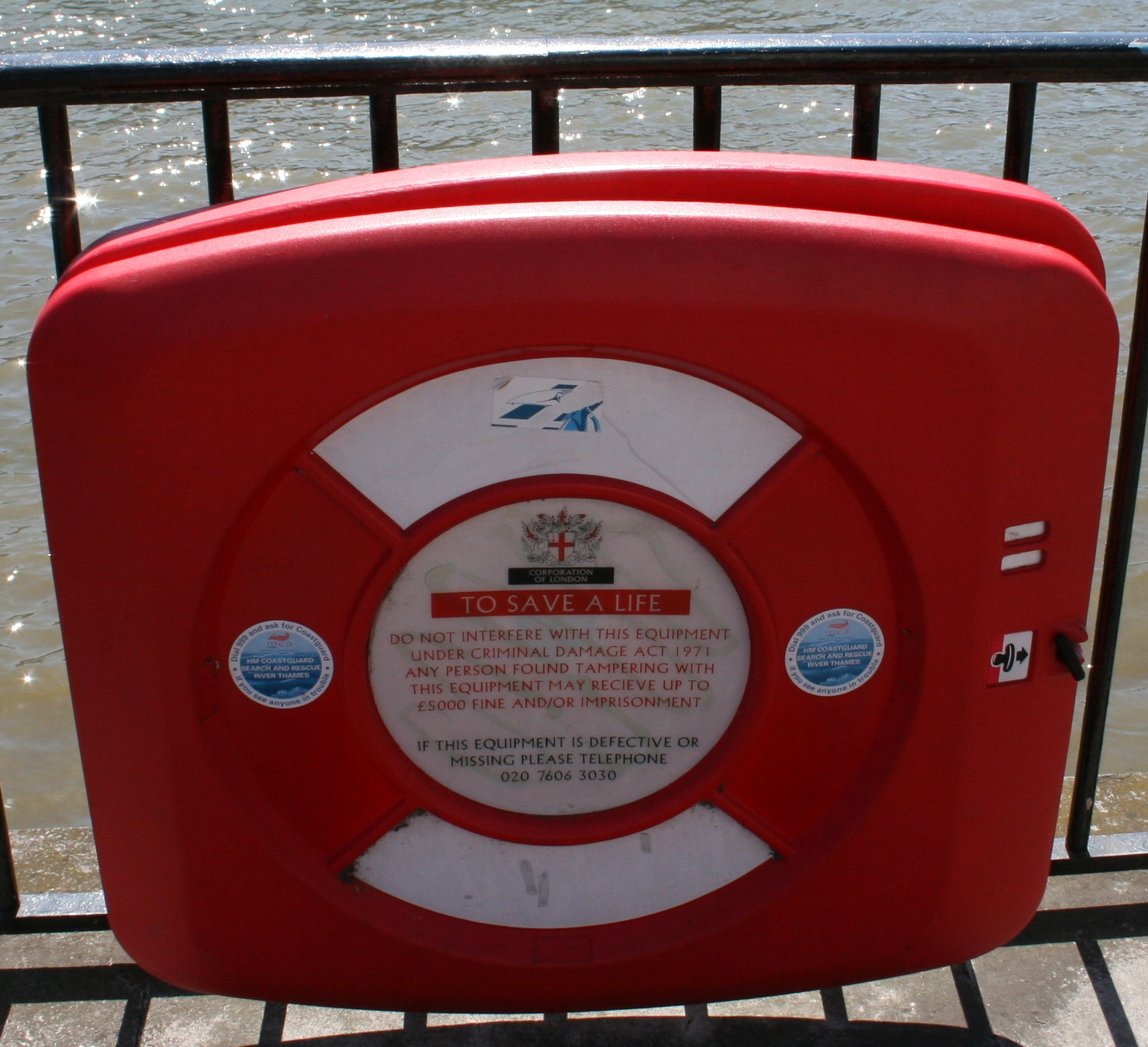